# Legittimazione processuale

La legittimazione processuale è un concetto elaborato dai giuristi del XX secolo per esprimere la posizione soggettiva di colui che, titolare della domanda giudiziale proposta, diviene titolare di altri poteri nell'ambito del processo. Nel codice di procedura civile questo concetto non è stato formalmente fatto proprio dal legislatore, e ne è di conseguenza scaturita una certa confusione. Art. 75 (Capacità processuale):
La Corte costituzionale, con sentenza n. 220 del 16 ottobre 1986, ha dichiarato l'illegittimità costituzionale di quell'articolo nella parte in cui non prevede, ove emerga una situazione di scomparsa del convenuto, la interruzione del processo e la segnalazione, ad opera del giudice, del caso al pubblico ministero perché promuova la nomina di un curatore, nei cui confronti debba l'attore riassumere il giudizio. Di fatto riunisce due concetti, quello della legittimazione processuale e quello della capacità giuridica. Secondo la distinzione delle parti processuali in attore e convenuto si parla di legittimazione ad agire e legittimazione a contraddire, o più frequentemente di legittimazione attiva e legittimazione passiva. Il difetto di legittimazione attiva consiste, secondo la Cassazione, nella mancanza della titolarità del rapporto giuridico dedotto in giudizio, per inesistenza del diritto o per essere di un terzo il diritto fatto valere, sicché la relativa pronuncia è una decisione di merito e non di rito, idonea a passare in cosa giudicata formale e sostanziale, preclusiva della possibilità di riproporre la stessa domanda in altro giudizio.